# Димитър Икономов (Казанлък)
Димитър Костов Икономов (1852 – неизв.) е български търговец, общественик.

## Биография
Роден е в Казанлък. Учи при даскал Ботьо в Калофер и помага на баща си в търговията. Открива фабрика за тютюн в Казанлък. След Освобождението (1878) става адвокат и се отдава на обществена дейност.
През 1883 г. е избран за помощник-кмет на Казанлък. Занимава се със земеделие. Собственик е на две медни находища в Бургаско. Прави дарения на частни лица, дружества и учреждения.
Към началото на 1891 г. Димитър К. Икономов е адвокат към Старозагорския окръжен съд, с местожителство в Казанлък.
На 26 май 1924 г. Димитър К. Икономов прави най-голямото си дарение от 500 хил. лв. на БАН в памет на брат си Стефан Костов Икономов (1857 – 29 юли 1917)